# Annika Åman
Annika Åman, född 1986 i Oravais, Österbotten, är en finlandssvensk teaterregissör och författare.